# Operator liniowy ograniczony
Operator {\displaystyle T\colon X\to Y} nazywa się operatorem liniowym ograniczonym jeżeli:
- {\displaystyle T} jest operatorem liniowym,
- {\displaystyle X} i {\displaystyle Y} są przestrzeniami unormowanymi,
- istnieje pewna liczba nieujemna {\displaystyle C,} taka że dla każdego {\displaystyle x} należącego do {\displaystyle X} spełniony jest warunek

{\displaystyle \|Tx\|_{Y}\leqslant C\|x\|_{X}.}
Operator ograniczony nie jest w ogólności funkcją ograniczoną; wymagałoby to by norma {\displaystyle \|Tx\|_{Y}} była mniejsza od pewnej liczby {\displaystyle C} dla wszystkich wektorów {\displaystyle x,} tj.
{\displaystyle \|Tx\|_{Y}\leqslant C,}
co zachodzi jedynie, gdy operator jest funkcją ograniczoną, np. {\displaystyle Tx=\sin(x).}
Operator liniowy ograniczony jest jednak zawsze funkcją lokalnie ograniczoną, co oznacza, że dla każdego wektora {\displaystyle x} istnieje otoczenie, w którym wartości operatora są liczbami skończonymi,
{\displaystyle \|Tx'\|_{Y}\leqslant C,}
gdzie {\displaystyle x'} należy do otoczenia wektora {\displaystyle x.}
Normą operatora {\displaystyle T} nazywa się najmniejszą liczbę {\displaystyle C} spełniającą warunek podany w definicji tego operatora.

## Warunki równoważne
Jeżeli {\displaystyle X,Y} są przestrzeniami unormowanymi, to dla operatora {\displaystyle T\colon X\to Y} następujące warunki są równoważne:
1. {\displaystyle T} jest operatorem ograniczonym,
2. {\displaystyle T} jest operatorem jednostajnie ciągłym,
3. {\displaystyle T} jest operatorem ciągłym,
4. {\displaystyle T} jest operatorem ciągłym w pewnym punkcie przestrzeni {\displaystyle X} (na przykład w zerze).

## Przykłady

### Operatory ograniczone
(1) Operator jednostkowy {\displaystyle I} ograniczony, tj.
{\displaystyle Ix=x\quad (x\in X).}
Jeżeli {\displaystyle X=Y\equiv R} oraz {\displaystyle \|y\|_{Y}=|y|} i {\displaystyle \|x\|_{X}=|x|,} to normą operatora {\displaystyle I} jest liczba {\displaystyle C=1,} gdyż dla wszystkich {\displaystyle x} spełniony jest warunek {\displaystyle \|Ix\|_{Y}\leqslant 1*\|x\|_{X}.}
(2) Operator skończenie wymiarowy, tj. działający między przestrzeniami skończenie wymiarowymi jest ograniczony; operator ten może być reprezentowany przez macierz, a jego działanie na wektor wyrażone jako mnożenie wektora – zapisanego w postaci kolumny – przez tę macierz.
(3) Operator zwarty jest ograniczony.

### Operatory nieograniczone
(1) Operator liczby cząstek dla bozonów nie jest operatorem ograniczonym, gdyż liczba bozonów może być dowolnie duża.

## Twierdzenia
Tw. 1. Operator liniowy pomiędzy przestrzeniami unormowanymi jest ograniczony wtedy i tylko wtedy gdy jest ciągły (lub z powodu liniowości – jest ograniczony wtedy i tylko wtedy, gdy jest ciągły w zerze).
Tw. 2. Przestrzeń liniowa {\displaystyle B(X,Y)} wszystkich ograniczonych operatorów liniowych z {\displaystyle X} do {\displaystyle Y,} wyposażona w normę operatorową jest przestrzenią unormowaną, która jest przestrzenią Banacha wtedy i tylko wtedy, gdy {\displaystyle Y} jest przestrzenią Banacha.